# Sainte-Gemme-la-Plaine
Sainte-Gemme-la-Plaine è un comune francese di 2 123 abitanti situato nel dipartimento della Vandea nella regione dei Paesi della Loira.

## Società

### Evoluzione demografica
Abitanti censiti